# Krzysztof Borodako
Krzysztof Borodako – polski ekonomista, doktor habilitowany nauk ekonomicznych, profesor na Uniwersytecie Ekonomicznym w Krakowie, specjalista od orientacji innowacyjnej przedsiębiorstw, foresightu, zarządzania wiedzą, transformacji cyfrowej branż usługowych oraz zarządzania turystyką.

## Kariera naukowa
W 2003 roku został zatrudniony na Uniwersytecie Ekonomicznym w Krakowie. W 2008 roku na Wydziale Zarządzania i Komunikacji Społecznej Uniwersytetu Jagiellońskiego uzyskał stopień doktora nauk ekonomicznych na podstawie rozprawy pt. Zastosowanie foresightu w antycypowaniu zrównoważonego rozwoju wybranych regionów europejskich, której promotorem była Ewa Okoń-Horodyńska. W 2015 roku uzyskał stopień doktora habilitowanego nauk ekonomicznych na podstawie pracy pt. Wybrane atrybuty foresightu w turystyce.